# 真爱好妈
《真爱好妈》（英語：Ma, I Love You）是一部由《一路有你》、《輝煌年代》的周青元执导，王爱玲、萧莉璇领衔主演，罗励勤、谢德容、陈培永联合主演的2023年马来西亚家庭剧情片。电影于2023年1月22日大年初一在马来西亚上映，主要讲述一位妈妈和女儿相依为命，把女儿视为一切，却发现女儿打算独自去法国留学，想尽办法阻止女儿，从而引发母女矛盾，并学会爱与放手的故事。

## 剧情介绍
小康之家单亲妈妈吴美玲（王爱玲 饰），与相依为命的女儿琪琪（萧莉璇 饰）一直过著简单幸福的日子。她总是唠唠叨叨，爱管闲事，精打细算。女儿是她的全世界，她把女儿一直视为一切，对琪琪过度保护。年满18岁的琪琪渴望自由，想独自留学，瞒著妈妈申请报读法国大学，东窗事发后令母女关系陷入僵局。美玲备受打击背叛，为了把女儿留在身边，于是想尽办法阻止女儿的留学计划。琪琪能不能实现她要独立的梦想呢？她们能否找到“爱”的答案、活出自我的勇气？

## 演员

### 主要演員
| 演員姓名          | 角色名稱 | 介紹 |
| 王愛玲            | 吳美玲   | 昵称：美玲、咪（何佳琪对母亲的称呼）、真爱好妈（自称） 保險經紀，因為丈夫於琪琪小時候一次外出而逝世，導致她不太敢獨處。美玲常自称“真爱好妈”，她总是想方设法陪在女儿的身边，可是却怎么样都走不进女儿的世界里。美玲终日围着女儿而转，以为爱就只有陪伴，却忘了成全也是一种爱。在琪琪的眼里，美玲已经失去了自我，变成一个生活里只充斥着女儿的身影、只会在女儿后面追着跑的妈妈。美玲和琪琪因为对彼此的不谅解，渐行渐远，迎来了母女关系中最大危机。 |
| 蕭莉璇            | 何佳琪   | 昵称：琪琪 充滿夢想也嚮往自由的小女孩。一个十八岁的青春少女琪琪准备展翅飞翔，期待开启梦想的旅程。她渴望摆脱妈妈的束缚，想为自己的人生拿回主动权，争取自由与梦想。 |
| 陳培永            | 李子浩   | 琪琪的青梅竹馬，喜歡琪琪。 |
| 謝德容            | 羅莉燕   | 子浩的媽媽，美玲的閨蜜。 |
| 羅勵勤            | 吳媽媽   | 美玲的媽媽，佳琪的外婆。 |
| Elizabeth Chardon | 茱麗葉   | 美玲和佳琪之鄰居，美玲的法語訓練對象兼翻譯員。 |
| 殷燊瑀            | 珂柔     | 琪琪的闺蜜。 |
| 叶芠佳            | Lisa     | 琪琪的闺蜜。 |

### 特別出演
| 演員姓名       | 角色名稱         | 介紹                                 |
| 曾潔鈺         | Michelle         | 行李銷售員。                         |
| 黃一飛         | 廟公             | 負責解籤，但不会写英文。             |
| 莊文傑         | 表彰大會主持人   | 美玲公司表彰大會的主持人。           |
| K佬            | 麵包店店員       | 美玲購買「可頌」對象。               |
| 何宇恆         | 鎖匠             | 美玲找來打開琪琪抽屜的鎖匠。         |
| 蕭慧敏         | 美玲法語班同學   | 本色出演。                           |
| Okokokmou      | 保險同事         | 美玲之保險同事兼下線。               |
| 米淇林         | 保險同事         | 美玲之保險同事兼下線。               |
| Aajaay Suresh  | 法語班同學       | 美玲的法語班同學。                   |
| Anis Atikah    | 法語班同學       | 美玲的法語班同學。                   |
| Prakash Daniel | 法語班同學       | 美玲的法語班同學。                   |
| Grégory Henno  | 法語中心教科主任 | 法語中心教科主任。                   |
| Mégane Lenoir  | 法語班同學       | 美玲的法語班老師。                   |
| 張咏華         | 腳車店老闆       | 美玲的鄰居兼朋友，幫琪琪整修自行車。 |
| Draman Md      | 法語班同學       | 美玲的法語班同學。                   |

## 制作与发行
本片由本地知名导演周青元（Chiu）执导，曾执导「全民电影」美誉的《一路有你》、《輝煌年代》、《天天好天》、《大日子》等本地卖座电影。他近期的作品是2018年本地贺岁电影《大大哒》和2021年中国电影《了不起的老爸》。本片是继2018年之后，时隔5年再度回归大马贺岁档。主题拍摄在雪隆和邦喀岛进行。
电影延续了导演一贯的温情风格，也是他继《一路有你》的父女关系、《了不起的老爸》的父子关系后，首度拍摄以母女情为主题的作品，由本地资深演员王爱玲、新生代女演员萧莉璇领衔主演；陈培永、谢德容、罗励勤联合出演。其中陈培永也因为这部电影，在电影上映之后，签约摩尔娱乐，成就他的演员之路。
电影的主题曲《离别，怎么写》，由李佳薇演唱，杨书荣作曲，瑞业填词。而瑞业也有在这部电影里面，为电影名称《真爱好妈》挥毫。电影的插曲，是由Froya创作的一首法语歌曲《Bonjour.Merci》。

## 其他

###### 电影小说
2022年12月21日，红蜻蜓出版社推出由作家谢智慧改编扩写的同名长篇小说（ISBN 978-967-2466-87-1）。这也是周青元继《一路有你》和《大大哒》之后，再次和红蜻蜓出版社合作。